# Ascidicola rosea
Ascidicola rosea is een eenoogkreeftjessoort uit de familie van de Ascidicolidae. De wetenschappelijke naam van de soort is voor het eerst geldig gepubliceerd in 1859 door Thorell.